# Gnophos alagnensis
Gnophos alagnensis är en fjärilsart som beskrevs av Nitsche 1926. Gnophos alagnensis ingår i släktet Gnophos och familjen mätare. Inga underarter finns listade i Catalogue of Life.